# Leptopterix sciopterella
Leptopterix sciopterella är en fjärilsart som beskrevs av Hartig 1936. Leptopterix sciopterella ingår i släktet Leptopterix och familjen säckspinnare. Inga underarter finns listade i Catalogue of Life.